# Angelica lignescens
Angelica lignescens é uma espécie do género botânico Angelica, pertencente à família Apiaceae.
É endémica do arquipélago dos Açores onde só surge nas ilhas de São Miguel, Terceira, Pico e Flores.